# Pedro Iglesias Caballero
Pedro Iglesias Caballero (Cabra, provincia de Córdoba, 1 de abril de 1893-Madrid, 2 de febrero de 1937), fue un poeta español del movimiento ultraísta. 

## Biografía
Nacido en una familia humilde, sus inquietudes literarias parecen tener su origen en la amistad con Pedro Garfias, con el que coincidió estudiando en el IES Aguilar y Eslava. Trabajó como aprendiz en el seminario literario Apolo y como cajista en los talleres de otro seminario egabrense: La voz del pueblo. Utilizó el seudónimo de ‘Picón’ para realizar su trabajo como crítico literario y valorar otras publicaciones. Mantuvo gran amistad con Juan Soca, con quien escribió su primer libro.
Viajó a Madrid con una ayuda del Ayuntamiento de Cabra y otras personalidades de esa localidad. En la capital frecuenta los ambientes literarios como las tertulias organizadas por González-Blanco, Gómez de la Serna y en especial en la que Cansinos Assens organiza en el café Colonial, donde participa en la elaboración y firma del manifiesto ultraísta en 1918, a pesar de haber militado inicialmente en las filas modernistas. Colaboró en periódicos y revistas como La Esfera, El Imparcial y como colaborador fijo en ABC y Blanco y Negro. 
Con el estallido de la Guerra Civil, se perdieron el manuscrito original y los cuadernos que estaba preparando para la edición de sus poesías. Se ha conservado la recopilación publicada en 1947 por Manuel Megías.
Murió en Madrid a los 43 años de edad.

## Reconocimientos

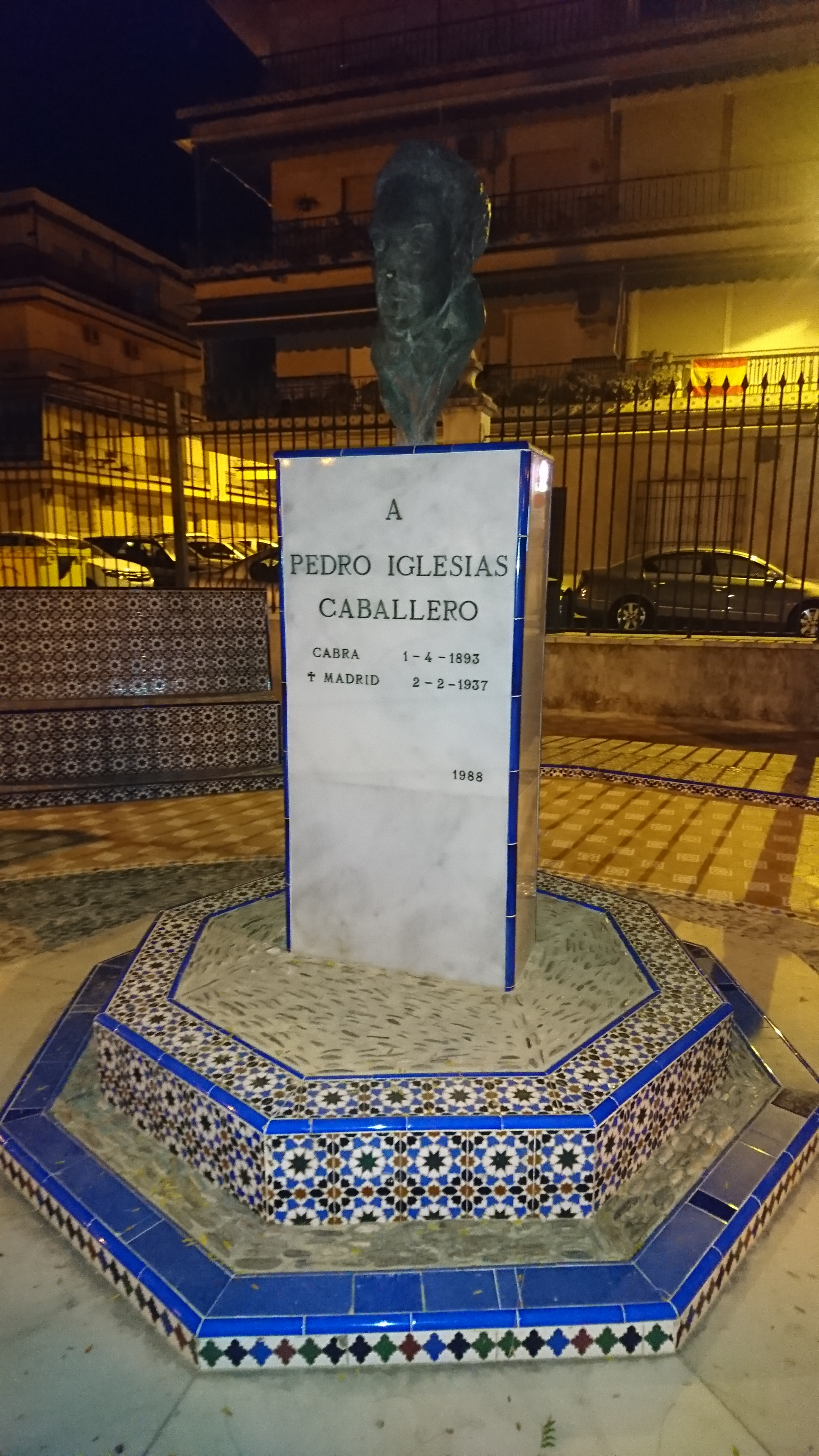
Monumento al poeta en el parque Alcántara Romero en Cabra.

Hay un monumento en su memoria en su localidad natal, en el Parque Alcántara Romero, construido en 1988 (), que reemplazó a otro más antiguo construido en 1954 ( Archivado el 1 de abril de 2017 en Wayback Machine.).
El Premio Nacional de Poesía Pedro Iglesias Caballero, otorgado por el Ayuntamiento de Cabra.

## Obras
- En 1913 publica junto a Juan Soca, bajo el seudónimo de Picón, el libro Siluetas de mujeres egabrenses.
- En 1916 publica en Málaga su poema El amor que muere.
- Por esta época también publica la comedia Los hijos de la luna junto a Pedro Garfias, en un homenaje al escritor Juan Valera, también natural de Cabra.
- En 1917 estrena la pieza teatral La caída de la tarde, de tema andaluz y picaresco.
- En 1918 gana el primer premio Juegos Florales de Baena con su obra Carmen: Canto a Andalucía.
- Escribió la letra de una oración para la Hermandad de Jesús Preso de Cabra.[2]
- En 1929 publica su obra Las Angulas con la que ganó el premio del semanario Blanco y Negro del periódico ABC.
- En 1935 gana la Flor Natural de los Juegos Florales de Soria con la poesía La Puerta de los Tres Huertos.
- Por iniciativa de Manuel Megías, en 1947 se publica una amplia colección de sus poesías.